# Ambulyx wildei
Espèce
Ambulyx wildei est une espèce d'insectes lépidoptères de la famille des Sphingidae, sous-famille des Smerinthinae, tribu des Ambulycini, et du genre Ambulyx.

## Description
L'envergure est d'environ 110 mm. L'imago est semblable à Ambulyx substrigilis mais la ligne sub-marginale de la face supérieure de l'aile antérieure court très près le long de la marge. La face dorsale des femelles est d'un brun plus profond que pour les mâles.

## Distribution
Il est connu en Papouasie-Nouvelle-Guinée et en Australie (Queensland).

## Systématique
- L'espèce Ambulyx wildei a été décrite par l'entomologiste anglais William Henry Miskink en 1891[1].
- La localité type et la ville de Cairns dans le Queensland.